# Setagaya
Setagaya (japanska: 世田谷区?, Setagaya-ku) är en stadsdelskommun i Tokyo som gränsar till Shibuya. Setagaya har rykte om sig som ett välbärgat distrikt, en del av "Yamanote", överklass-Tokyo. Området är det till ytan näst största i huvudstaden, och det folkrikaste.